# سیارک ۴۱۶۷
سیارک ۴۱۶۷ (به انگلیسی: 4167 Riemann، نامگذاری:1978TQ7) چهار هزار و صد و شصت و هفتمین سیارک کشف شده‌است که در ۲ اکتبر ۱۹۷۸ کشف شد.
قدر مطلق سیارک برابر ۱۱٫۸۰ است.